# L'Alternative (Kosovo)
Pour les articles homonymes, voir L'Alternative.
L'Alternative (en albanais Alternativa) est un parti politique libéral du Kosovo.

## Histoire
Ilir Deda a été élu député d'Autodétermination aux élections législatives de 2014. Cependant, lors des manifestations antigouvernementales au Kosovo en 2015-2016, Deda est devenu un critique virulent du soutien de son parti aux actes de violence contre les représentants du gouvernement et a donc quitté le parti le 2 avril 2016. De même, Mimoza Kusari-Lila, ancienne ministre du Commerce et de l'Industrie et vice-Première ministre de la Alliance pour un nouveau Kosovo et actuelle maire de Gjakovë, a quitté son parti en mai 2016 en raison des conflits au sein du parti et des divergences idéologiques et a décidé de rejoindre la « nouveau initiative » de Deda.
Il a été lancé officiellement le 8 février 2017 par le député Ilir Deda et maire de Gjakova Mimoza Kusari-Lila à Mitrovica et, le 13 mai 2017, le Conseil général d'Alternativa a décidé que Mimoza Kusari-Lila serait président du parti et Ilir Deda serait vice-président du parti.

## Présidents (depuis 2017)
| # | Président          | Président | Né–Décédé | Début de mandat | Fin de mandat |
| - | ------------------ | --------- | --------- | --------------- | ------------- |
| 1 | Vacant             | Vacant    | Vacant    | 8 février 2017  | 13 mai 2017   |
| 2 | Mimoza Kusari-Lila |           | 1975–     | 13 mai 2017     | Titulaire     |

## Idéologie
Dans une interview, Mimoza Kusari-Lila a mentionné que les droits de l'homme sont l'importance principale et la priorité du parti, donc les droits individuels.

## Résultats électoraux
| Année | Votes                      | %                          | Sièges gagnés au total[réf. nécessaire] | Sièges albanais[réf. nécessaire] | Gouvernement |
| ----- | -------------------------- | -------------------------- | --------------------------------------- | -------------------------------- | ------------ |
| 2017  | Membre de la Coalition LAA | Membre de la Coalition LAA | 2 / 120                                 | 2 / 100                          | Opposition   |
| 2019  | Partie d'Autodétermination | Partie d'Autodétermination | 1 / 120                                 | 1 / 100                          | Opposition   |
| 2021  | Partie d'Autodétermination | Partie d'Autodétermination | 1 / 120                                 | 1 / 100                          | Coalition    |